# Proof (alkoholhalt)
Proof är en äldre enhet för att ange alkoholinnehållet (etanol) i alkoholhaltiga drycker. 

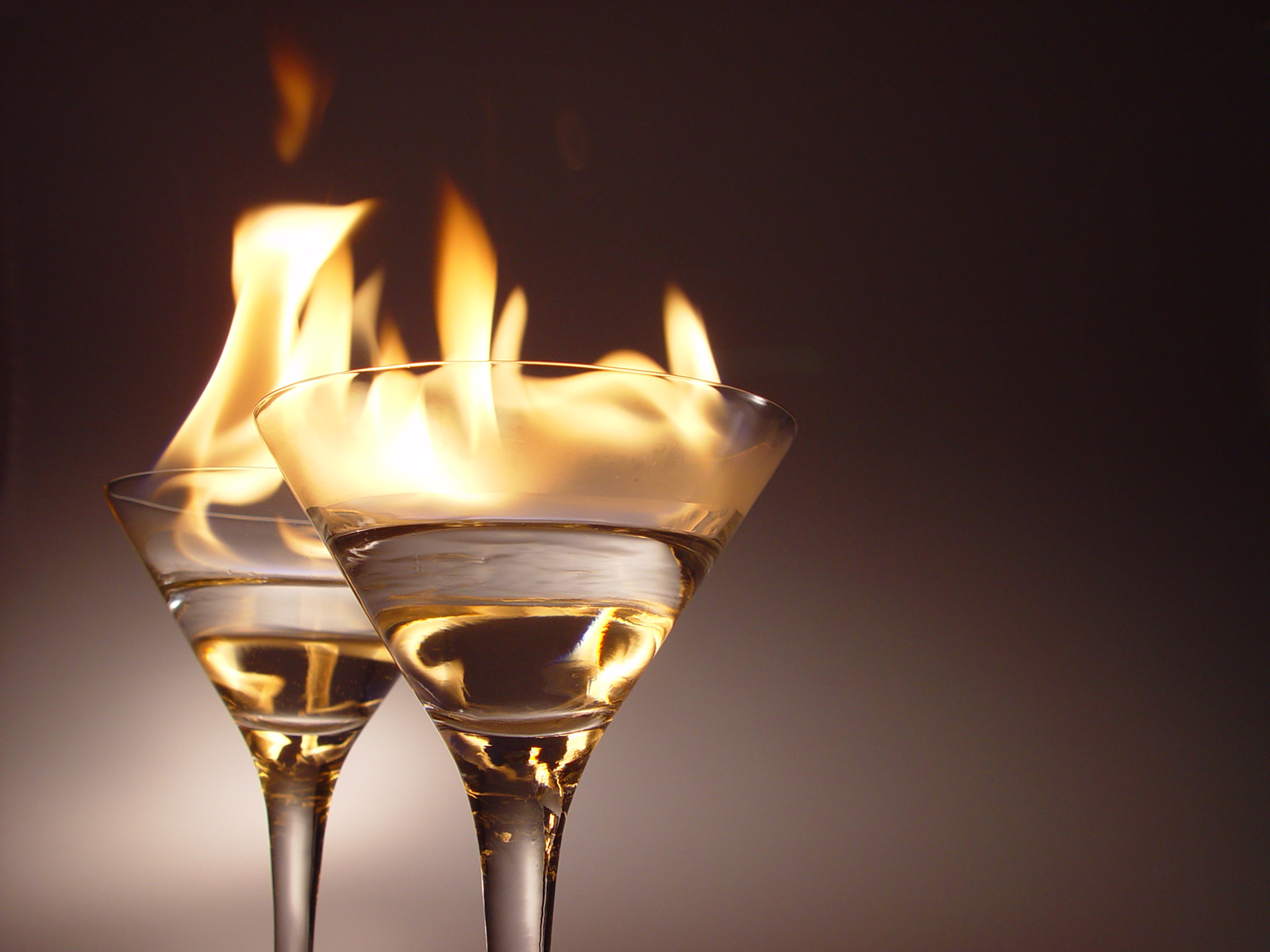
Brinnande cocktail

## Användning
Enheten har framförallt använts i brittiska samväldet och USA, men med olika definition. Den brittiska enheten läses ”XX grader proof”, där XX är värdet och  volymprocenten alkohol är 4/7 av XX. I USA är volymprocenten alkohol 1/2 av alkoholhalten i "proof" och den läses ”XX proof”. Därför har den skotska whiskyn Springbank 10 år 100° proof 57 volymprocent alkohol medan svenska Absolut 100 innehåller 100 proof, 50 volymprocent alkohol.
I både USA och Storbritannien är det numera tvingande att ange alkoholhalten i volymprocent på märkningen av alkoholhaltiga dryckers emballage. Det är fortfarande tillåtet att komplettera med proof.

## Historia
På 1700-talet kunde brittiska sjömän erhålla lönen i  rom. För att försäkra sig om att rommen inte blivit utspädd blandades en skvätt av drycken med krut. Gick krutet att antända var det ett bevis, "proof", på att drycken inte var utspädd. Den var då ”100 degrees proof”. Det visade sig att det skedde vid 57,15 volymprocent vilket är nära 4/7 (=57,142857...%).

## Standardisering
I USA valdes kvoten 1/2 mellan proof och volymprocent. Detta ska gälla vid temperaturen 15,5 °C (60 °F). En flaska med märkningen ”90 proof” innehåller alltså 45 volymprocent alkohol.